# رضا بهرامی‌نژاد
رضا بهرامی‌نژاد (۱۳۵۷ - ) کارگردان و مستندساز ایرانی و دانش‌آموختهٔ رشتهٔ گرافیک از دانشگاه تربیت معلم است.

## زندگی
رضا بهرامی‌نژاد در ۱۸ فروردین سال ۱۳۵۷ از مادری روس‌تبار اهل بندر انزلی و پدری اصفهانی در اصفهان به دنیا آمد. چهار ساله بود که به همراه خانواده به انزلی رفت و در آن‌جا بزرگ شد. در رشتهٔ گرافیک در دانشگاه تربیت معلم دانش آموخت و نخستین فیلم خود را در سال ۱۳۷۸ ساخت. او در سال ۱۳۸۲ با ثاره هوشیار ازدواج کرد و هم‌اکنون با همسرش در تهران زندگی می‌کند.

## آثار
- ۱۳۷۸ - فیلم‌شناسی خیلی خیلی خصوصی.[۱]
- ۱۳۸۰ - سنگ قبری برای اردشیر[۲]
- ۱۳۸۱ - چگونه سیگار را ترک کردم.
- ۱۳۸۲ - آقایان پرنده تهیه‌کننده شبکه آرته.[۳]
- ۱۳۸۴ - ساحل‌نشینان (مجموعه بیست شب).[۴]
- ۱۳۸۴ - سقف شیشه‌ای (مجموعه بیست شب).
- ۱۳۸۵ - آقای هنر (مجموعه بیست شب)
- ۱۳۸۵ - داستان حوا[۵]
- ۲۰۰۶ - فیلم کوتاهی با هم‌کاری مایک فیگیس، پل گریگ و چند تدوین‌گر شبکه بی‌بی‌سی، برای عکاس به نام نیک نایت در مجموعه Edite Fashion.